# 斉次多項式
数学において、斉次多項式（せいじたこうしき、英: homogeneous polynomial）あるいは同次多項式（どうじたこうしき）、あるいは略して斉次式、同次式とは、非零項の次数が全て同じである多項式のことである。
例えば、2変数 x, y についての1次斉次多項式は、a, b を定数として
{\displaystyle ax+by\quad (ab\neq 0)}
2変数 x, y についての2次斉次多項式は、a, b, c を定数として
{\displaystyle ax^{2}+bxy+cy^{2}\quad (abc\neq 0)}
2変数 x, y についての3次斉次多項式は、a～d を定数として
{\displaystyle ax^{3}+bx^{2}y+cxy^{2}+dy^{3}\quad (abcd\neq 0)}
3変数 x, y, z についての2次斉次多項式は、a～f を定数として
{\displaystyle ax^{2}+by^{2}+cz^{2}+dxy+eyz+fzx\quad (abcdef\neq 0)}
である。
多項式が斉次であることと斉次関数を定義することは同値である。（代数的）形式 ((algebraic) form) とは、斉次多項式によって定まる関数のことである。binary form とは二変数の形式である。形式はベクトル空間上定義される、任意の基底上座標の斉次関数として表せる関数でもある。
0次多項式は常に斉次である。これは単に係数の体や環の元であり、通常定数やスカラーと呼ばれる。1次の形式は線型形式である。2次の形式は二次形式である。幾何学において、ユークリッド距離は二次形式の平方根である。
斉次多項式は数学や物理学の至るところで現れる。斉次多項式は代数幾何学において基本的な役割を果たす。射影代数多様体は斉次多項式のある集合の共通零点全体の集合として定義されるからである。

## 性質
- 斉次多項式は斉次関数を定める。つまり、多変数多項式 P が d 次斉次であることと、係数体のすべての元 {\displaystyle \lambda } に対して

{\displaystyle P(\lambda x_{1},\ldots ,\lambda x_{n})=\lambda ^{d}\,P(x_{1},\ldots ,x_{n})}
が成り立つことは同値である。とくに、P が斉次であれば、すべての {\displaystyle \lambda } に対して
{\displaystyle P(x_{1},\ldots ,x_{n})=0\quad \Rightarrow \quad P(\lambda x_{1},\ldots ,\lambda x_{n})=0} が成り立つ。この性質は射影多様体の定義において基本的である。
- 非零多項式は異なる次数の斉次多項式の和に一意的に分解できる。この分解における各斉次多項式を多項式の斉次成分 (homogeneous components) と呼ぶ。
- 斉次多項式の積は斉次多項式になる。
- 斉次多項式を因数分解すると、因数は斉次多項式になる。
- 体（あるいはより一般に環）K 上の多項式環 {\displaystyle R=K[x_{1},\ldots ,x_{n}]} が与えられると、d 次斉次式全体は一般に {\displaystyle R_{d}} と記されるベクトル空間（あるいは加群）をなす。上記の一意的な分解は、{\displaystyle R} が {\displaystyle R_{d}} たちの直和（非負の整数すべてを渡る和）であることを意味する。

ベクトル空間（あるいは自由加群）{\displaystyle R_{d}} の次元は n 変数の d 次単項式の個数である（つまり n 変数の d 次斉次多項式の非零項の最大個数である）。それは二項係数
{\displaystyle {\binom {d+n-1}{n-1}}={\binom {d+n-1}{d}}={\frac {(d+n-1)!}{d!(n-1)!}}}
に等しい。

## 斉次化
非斉次多項式 P(x1,...,xn) は新たな変数 x0 を導入し斉次多項式（hP と書かれることがある）を次のように定義することによって斉次化することができる:
{\displaystyle {^{h}\!P}(x_{0},x_{1},\dots ,x_{n})=x_{0}^{d}P\left({\frac {x_{1}}{x_{0}}},\dots ,{\frac {x_{n}}{x_{0}}}\right),}
ここで d は P の次数である。例えば、
{\displaystyle P=x_{3}^{3}+x_{1}x_{2}+7}
であれば、
{\displaystyle ^{h}\!P=x_{3}^{3}+x_{0}x_{1}x_{2}+7x_{0}^{3}}
である。
斉次化された多項式は追加された変数 x0 を 1 とおくことによって非同次化できる。つまり、
{\displaystyle P(x_{1},\dots ,x_{n})={^{h}\!P}(1,x_{1},\dots ,x_{n}).}

## 一般の代数的形式
代数的形式、あるいは単に形式は、二次形式を任意の次数に一般化する。かつては quantics とも呼ばれた（ケイリーによる用語である）。形式のタイプを特定するには、次数 d と変数 n の個数を与えなければならない。形式がある与えられた体 K 上の形式であるとは、n を形式の変数の個数として、Kn から K への写像であることをいう。
ある体 K 上の n 変数の形式 f が 0 を表すとは、xi たちのうち少なくとも1つが0に等しくないような元 (x1, ..., xn) ∈ Kn が存在して f(x1,...,xn) = 0 となることをいう。
実数体上の二次形式が 0 を表すことと定符号でないことは同値である。